# Ngadas (Poncokusumo)
Ngadas is een bestuurslaag in het regentschap Malang van de provincie Oost-Java, Indonesië. Ngadas telt 1791 inwoners (volkstelling 2010).